# Léo Wellens
Léo Wellens (Hasselt, 14 de març de 1959) és un ciclista belga, ja retirat, que fou professional entre 1981 i 1988. El 1980, com a ciclista amateur, va prendre part als Jocs Olímpics de Moscou. De la seva carrera professional destaca una victòria d'etapa a la Volta a Catalunya de 1986.
És germà dels també ciclistes Johan i Paul Wellens. Els seus fills Yannick i Tim també s'han dedicat al ciclisme.

## Palmarès
- 1980
  - Vencedor d'una etapa del Circuit Franco-Belga
- 1983
  - Vencedor d'una etapa del Tour de l'Avenir
- 1986
  - Vencedor d'una etapa de la Volta a Catalunya

### Resultats al Tour de França
- 1981. 102è de la classificació general